# Тифлис эхбары
Тифлис эхбары (азерб. Tiflis əxbarı) — выходившая с 1 января 1832 года по 1833 год грузинская газета на азербайджанском языке.
Выход газеты был связан с присоединением в XIX веке к Российской империи Грузии. По сути, это была азербайджанская версия русской газеты «Тифлисские ведомости», издававшаяся с разрешения царских властей, несмотря на опасения роста религиозного и национального самосознания азербайджанцев. 
По воспоминаниям барона Розена, содержание каждого выпуска газеты определялось таким образом: сперва шли сведения о врученных государством мусульманам Закавказья высоких наградах, затем рассказывали об изобретениях и достижениях ближнего Зарубежья для просвещения мусульман.
Газета издавалась до начала 1833 года. После смерти главного редактора газеты Санковского Тифлисские ведомости 19 октября 1832 года, несмотря на энтузиазм оставшихся редакторов Зубарева и Гордеева, выпуск был прекращён. После этого в Тифлисе до установления советской власти ни одна газета на азербайджанском языке не издавалась.